# 1944 en hockey sur glace
Cette page présente les évènements de l'année 1944 au hockey sur glace.

## Amérique du Nord

### Ligue nationale de hockey
- Les Canadiens de Montréal remportent la Coupe Stanley.

### Autres Ligues
- Création de la Pacific Coast Hockey League, troisième du nom.

## Europe
La Seconde Guerre mondiale annule la plupart des championnats européens.

### International
- Le Zürcher SC remporte la Coupe Spengler.

### Allemagne
- L'entente KSG Brandenburg/Berliner SC remporte le titre de champion d'Allemagne.

### France
- Chamonix est champion de France.

### Suisse
- Le HC Davos remporte le championnat de Suisse.

## Autres évènements

### Fins de carrière
- Vic Ripley

### Naissances
- 27 mai : Bryan Campbell
- 28 août : Alexandre Pachkov